# Monteverdi Berlinetta
La Monteverdi Berlinetta è un'autovettura sportiva realizzata dalla casa automobilistica svizzera Automobile Monteverdi dal 1972 al 1976.

## Descrizione
Presentata a marzo 1972 durante il salone di Ginevra, la Berlinetta era una coupé da gran turismo a due porte con configurazione dell'abitacolo 2+2.
A spingere la vettura c'era un motore a otto cilindri a V di derivazione Chrysler del tipo Hemi da 6974 cm³ che erogava circa 390 CV. Nel 1974 venne introdotto un motore più grande da 7,2 litri che erogava 340 CV.
Venne costruita riutilizzato il telaio tubolare dalla High Speed 375. Tuttavia, ricevette numerosi rinforzi nella parte centrale, con in particolare l'aggiunta di un'ulteriore trave a forma di Y. La resistenza dell'abitacolo alla deformazione in caso di urto è stata inoltre incrementata dalla presenza di un roll bar e da una traversa a livello della plancia. Altre innovazioni per incrementare la sicurezza dei passeggeri a bordo comprendevano finestrini in vetro stratificato, un volante con ammortizzatore d'urto e un estintore che si attivava da solo funzionando attraverso un sensore di calore.